# Marcia dei Rabbini
La marcia dei rabbini fu una manifestazione tenuta a Washington per sollecitare un'azione degli USA e degli Alleati volta a fermare lo sterminio degli ebrei europei.
Si svolse il 6 ottobre 1943, tre giorni prima dello Yom Kippur. Fu organizzata da Hillel Kook, nipote del rabbino capo della Palestina e leader del Gruppo Bergson. Vide la partecipazione di oltre 400 rabbini, in gran parte membri dell'Unione dei rabbini ortodossi degli Stati Uniti e del Canada, provenienti da New York e da diverse città degli Stati Uniti orientali. Fu l'unica protesta di questo genere a Washington durante l'Olocausto in Europa.

## Storia
Sui gradini del Campidoglio i rabbini incontrarono i leader della maggioranza e della minoranza del Senato e il presidente della Camera. Dopo aver recitato le preghiere a sostegno dello sforzo bellico al Lincoln Memorial, marciarono verso la Casa Bianca per presentare una petizione al presidente Roosevelt. Furono informati che il Presidente era impegnato per l'intera giornata e furono invece ricevuti dal vicepresidente Henry Wallace. In seguito emerse che Roosevelt aveva diverse ore libere quel pomeriggio, ma aveva evitato di incontrare la delegazione per motivi di neutralità diplomatica e su consiglio di alcuni dei suoi collaboratori ebrei e di diversi ebrei americani di spicco, molti dei quali ritenevano che la protesta avrebbe fomentato l'antisemitismo.
Sia Stephen Samuel Wise (a capo del Congresso ebraico mondiale) che Samuel Rosenman (consigliere del presidente, autore dei discorsi e capo dell'American Jewish Committee) affermarono che i rabbini manifestanti, molti dei quali erano ortodossi immigrati di recente o statunitensi di prima generazione, "non erano rappresentativi degli ebrei statunitensi" e non corrispondevano al profilo degli interlocutori che avrebbe dovuto incontrare. Nel numero di novembre 1943 della rivista Opinion Wise definì la marcia una "manifestazione dolorosa e persino deplorevole", etichettandola come "propaganda con trovate pubblicitarie" e accusò i rabbini di aver offeso la dignità del popolo ebraico.  Delusi e contrariati dal rifiuto del Presidente, i rabbini si presentarono davanti alla Casa Bianca, dove furono accolti dal senatore William Warren Barbour e da altri. Non vollero leggere ad alta voce la petizione e la consegnarono al segretario presidenziale Marvin McIntyre.
La marcia attirò l'attenzione dei media, gran parte della quale si concentrò su quello che fu percepito come un freddo e offensivo rifiuto opposto ai molti importanti leader della comunità, nonché alle persone in Europa per cui essi stavano lottando. Il titolo del Washington Times Herald recitava: «I rabbini denunciano una "fredda accoglienza" alla Casa Bianca». I redattori del Jewish Daily Forward commentarono: «Una delegazione simile di 500 sacerdoti cattolici sarebbe stata trattata allo stesso modo?».

## Partecipanti
Tra i partecipanti figuravano le principali personalità dell'epoca, tra cui i rabbini Eliezer Silver e Avraham Kalmanowitz del Vaad Hatzalah. Hanno preso parte alla marcia il rabbino Moshe Feinstein, che sarebbe diventato uno dei più importanti e noti rabbini ortodossi americani, e il rabbino Eliezer Poupko, figura di spicco nel mondo rabbinico ortodosso. Intervenne anche il rabbino Wolf Gold.

## Petizioni del Museo dell'Olocausto
Il 29 luglio 2007 i parenti dei rabbini presenti alla marcia su Washington chiesero in una lettera allo United States Holocaust Memorial Museum di inserire informazioni sul Gruppo Bergson e sulla marcia nella mostra permanente del museo. Una petizione simile, firmata da 100 personaggi pubblici, fu consegnata anche allo Yad Vashem.